# Етноботанічний сад Оахаки
Етноботанічний сад Оахаки (ісп. Jardín etnobotánico de Oaxaca) — ботанічний сад у місті  Оахака-де-Хуарес (штат Оахака, Мексика). Сад був заснований 1993 року, його площа — 2,32 га. Етноботанічний сад був створений за ініціативою художника Франсіско Толедо та громадського об'єднання PRO-OAX (Патронат для захисту та збереження культурної та природної спадщини Оахаки). Він розташований всередині колишнього монастиря Санто-Домінго-де-Гусман. Міжнародний ідентифікаційний код ботанічного саду, а також абревіатура його гербарію — STDOM.

## Загальний опис
У саду представлені сотні видів рослин (загалом понад 1300 видів). Всі ці рослини можна знайти в штаті Оахака. Рослини походять з різних частин штату, як з сухим, так і з вологим кліматом, з тропічних низинних прибережних регіонів, а також з гірських, помірних і холодних областей. Таким чином, в саду представлена велика різноманітність кліматичних і геологічних умов і типів рослинності, характерних для Оахаки.
Основна мета цього ботанічного саду — показати живий зв'язок між рослинністю і культурами штату. Оахака — штат, в якому проживає більше етнічних груп і говорять рідною мовою більше, ніж в будь-якому іншому мексиканському штаті. Багато з місцевих рослин давали жителям Оахаки естетичний і інтелектуальний стимул протягом усієї їхньої дванадцятитисячолітньої культурної історії. Крім того, вони все ще використовуються сьогодні як їжа, паливо, тканина для одягу, ліки, спеції або барвники.
На додаток до збору, догляду та захисту рослин у саду також проводяться роботи по дослідженню рослин. Існує банк насіння, гербарій і спеціалізована бібліотека, де громадськість може отримати інформацію про флору, екологію, історію та етнобіологію. Форми, кольору і текстура рослин, які ростуть в саду, гармонюють з архітектурою монастиря Санто-Домінго. Вода, що тече по каналу, веде відвідувачів через весь сад.
Сад розділений на наступні тематичні зони:
- Кущі і порослі
- Сухі тропічні ліси
- Вологі тропічні ліси
- Гірські ліси
- Сади, городи і парки
- Ліси долини Оахаки
- Рослини Оахаки, які пов'язані з мистецтвом
- Культурні та лікарські рослини

Частина саду також спеціально присвячена видам, які ростуть в Гіла Накітц, печері недалеко від Мітли. Археологи знайшли останки рослин, яким кілька тисяч років. Серед них були вирощені насіння гарбуза, які свідчать про ранній початок землеробства в цьому районі. Найстаріші останки кукурудзи (віком близько семи тисяч років), виявлені на сьогодні, були знайдені в тій же самій печері.

## Галерея

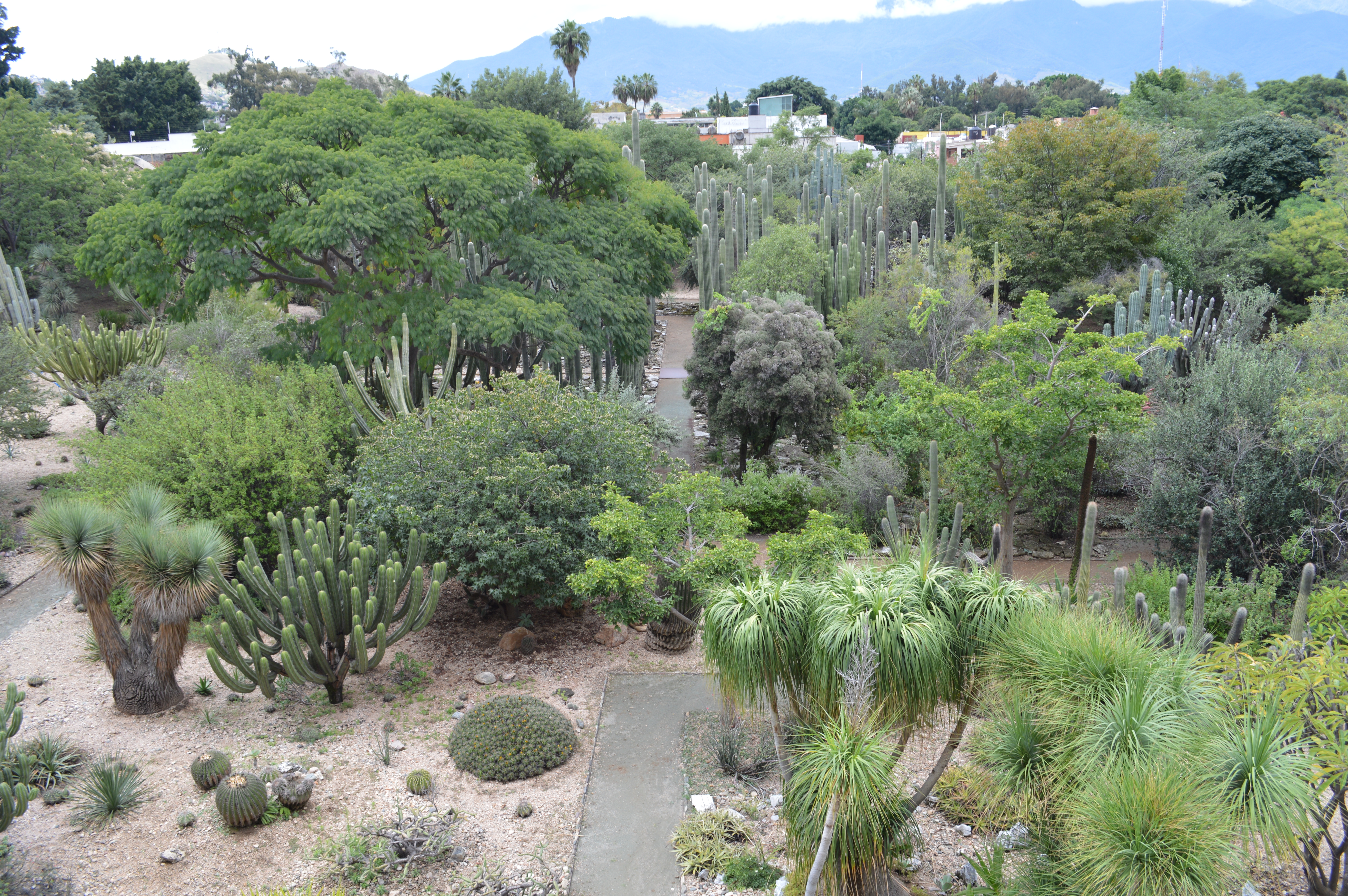
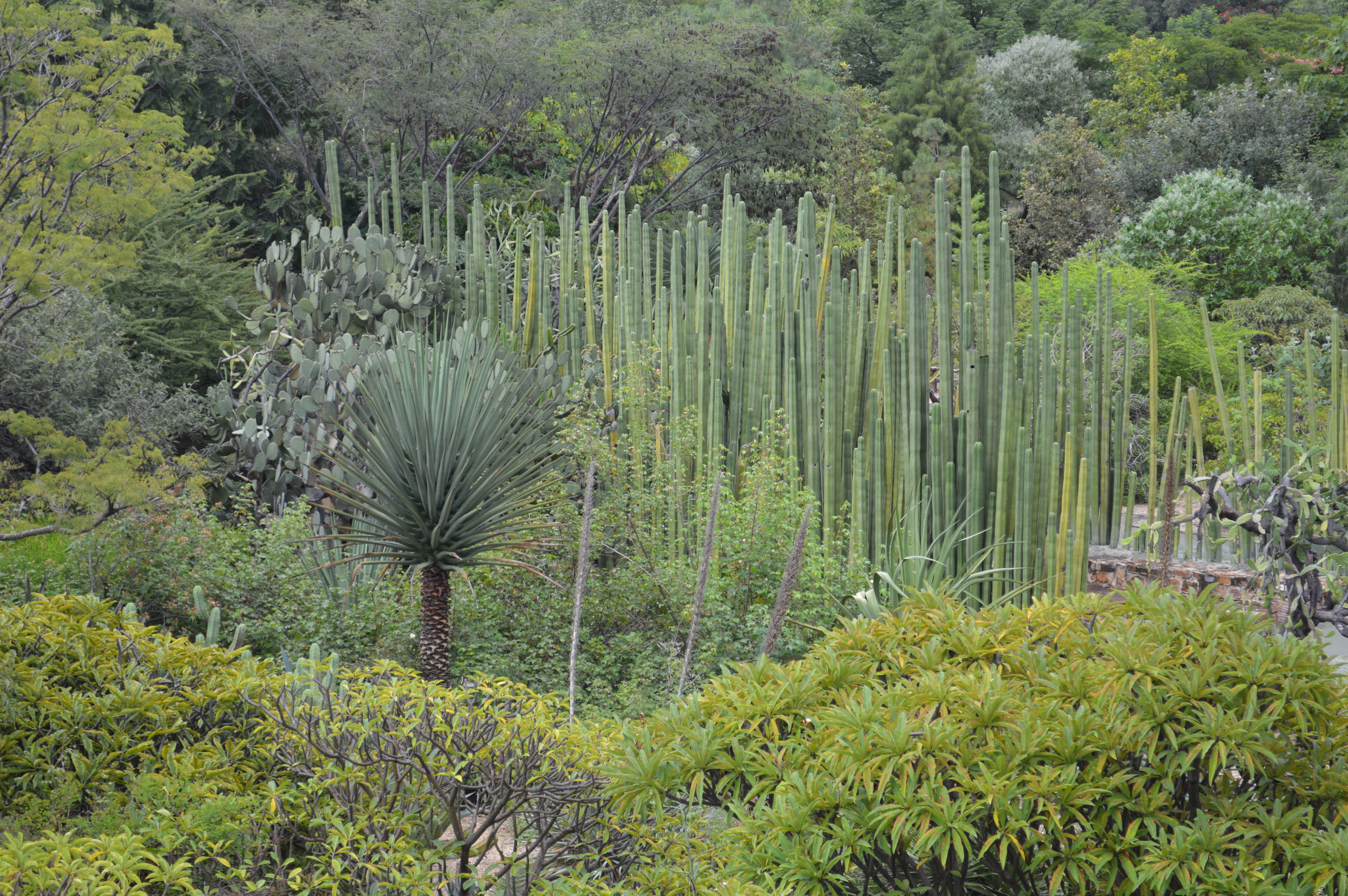
Вид на сад
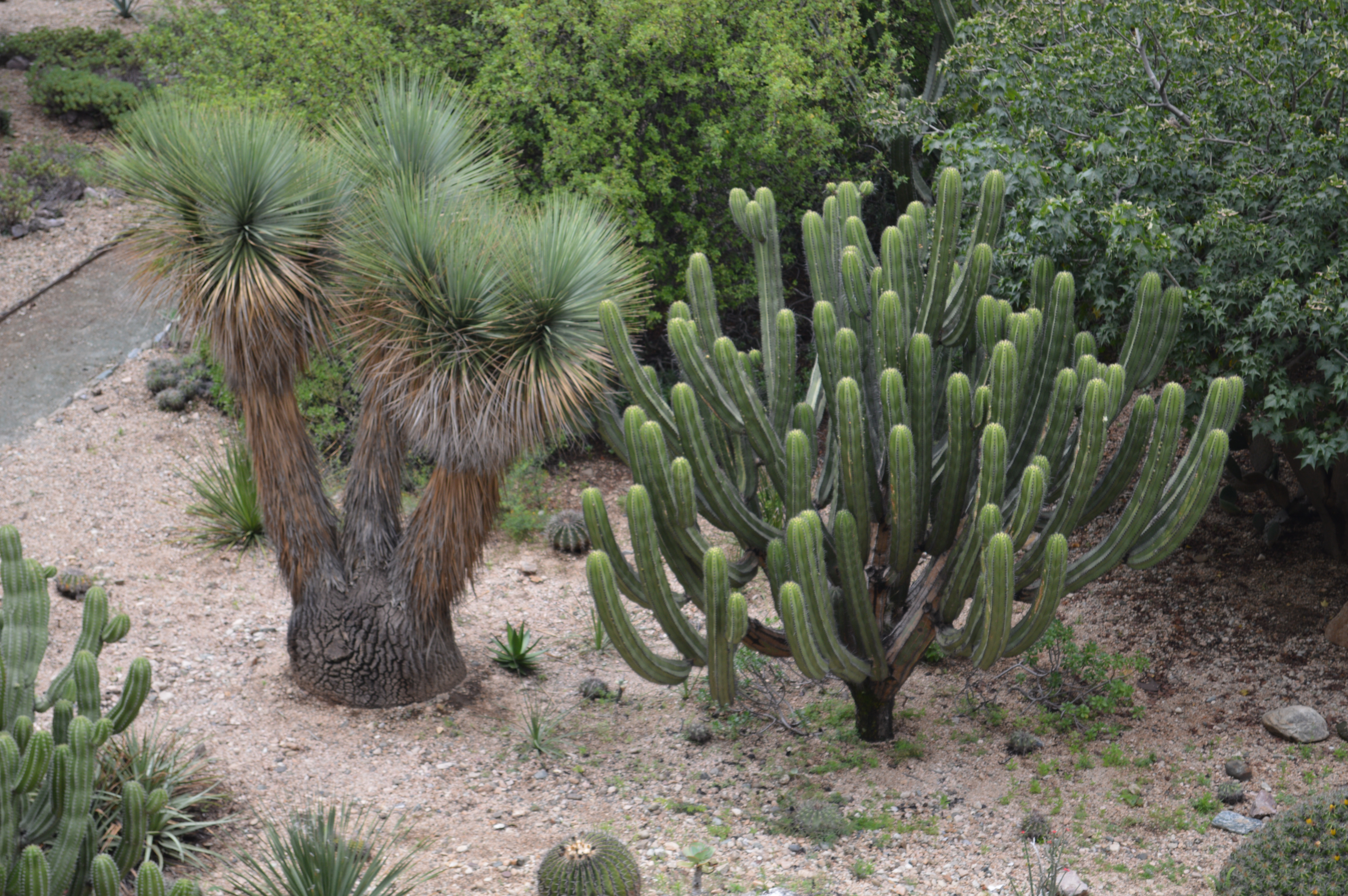
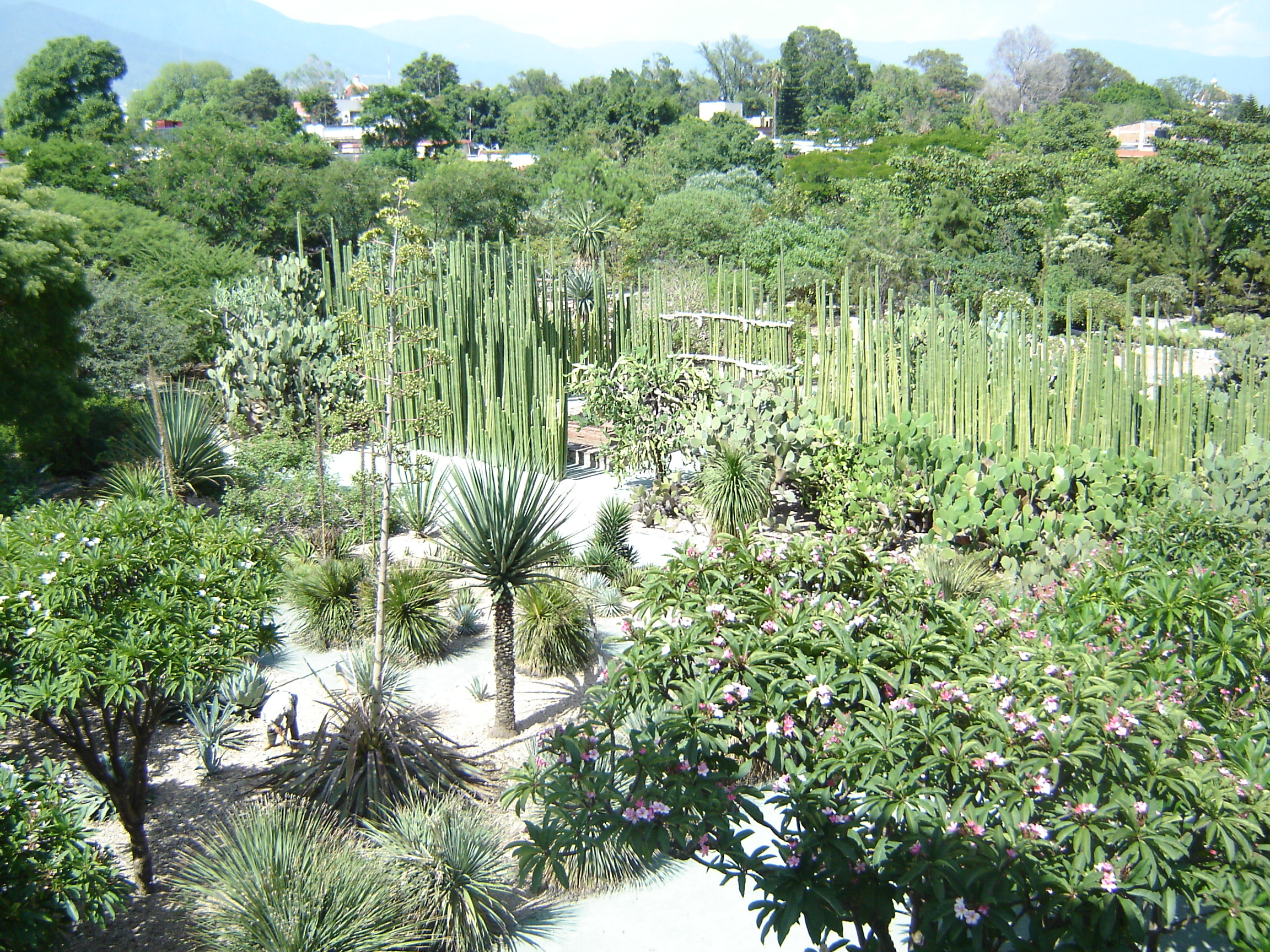
Рослини Оахаки, які пов'язані з мистецтвом
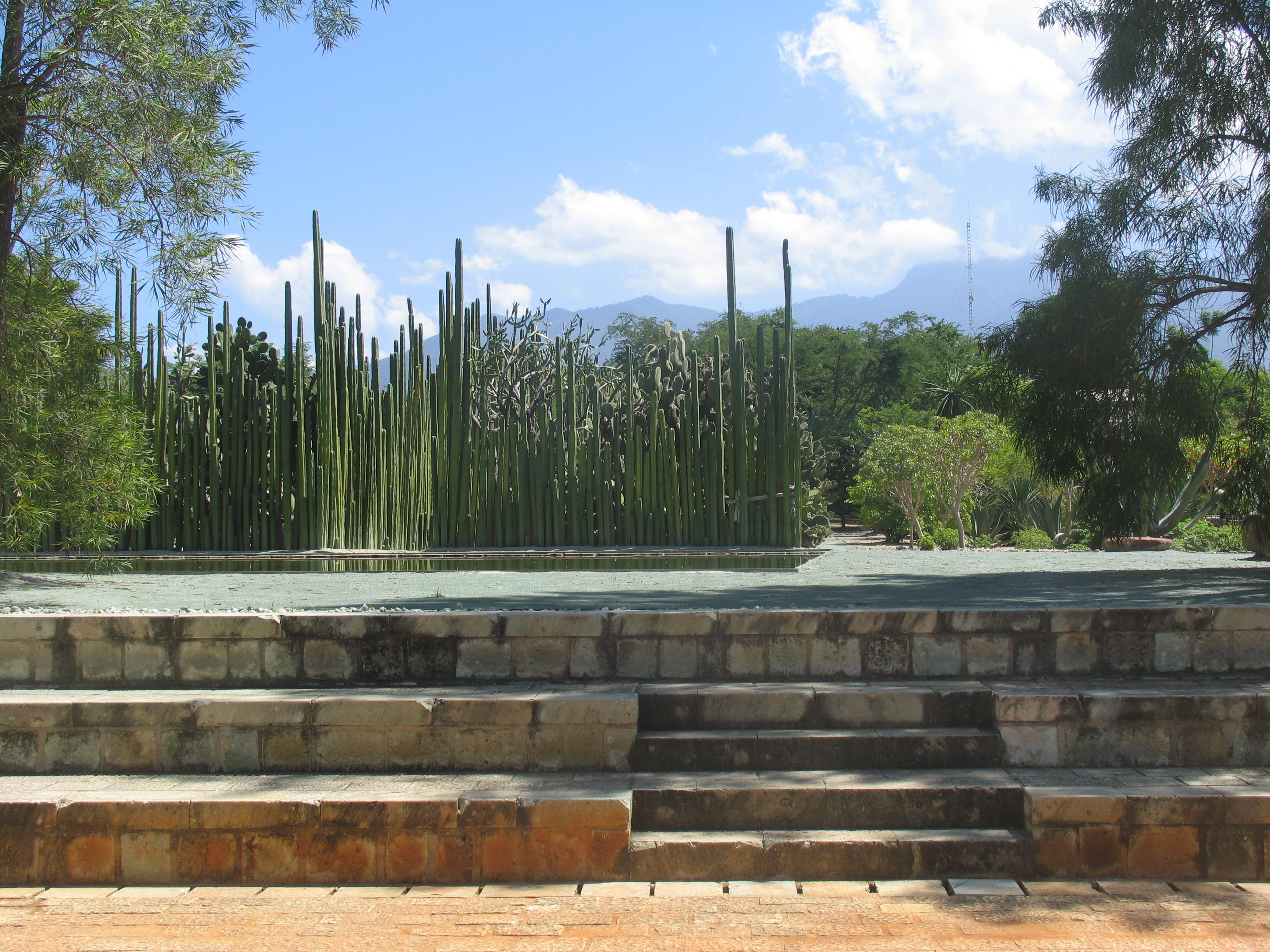
Сходинки
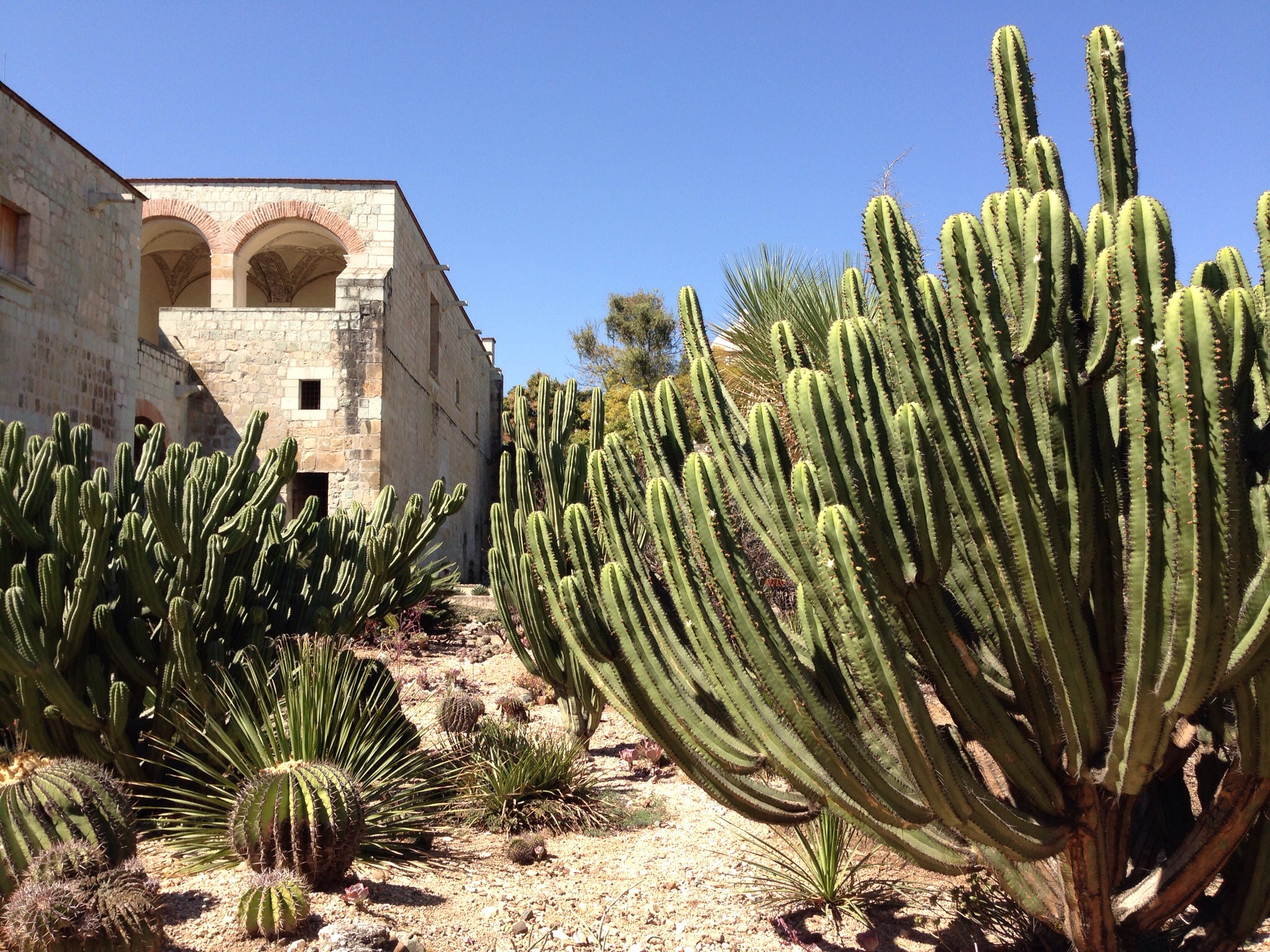
Кактуси біля монастирських будівель
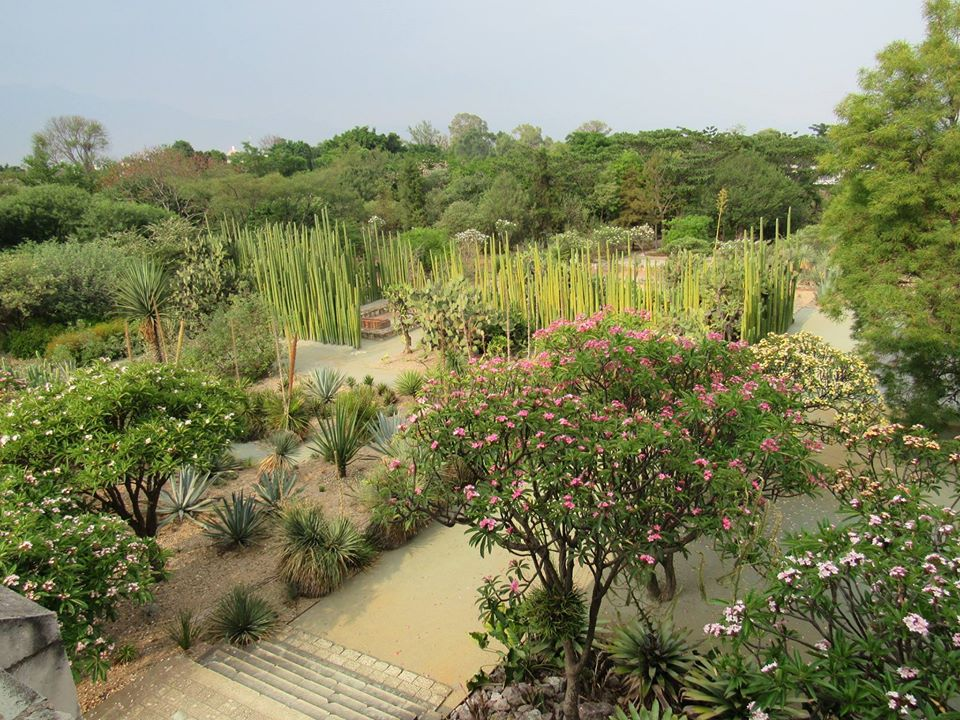
Квітучі дерева
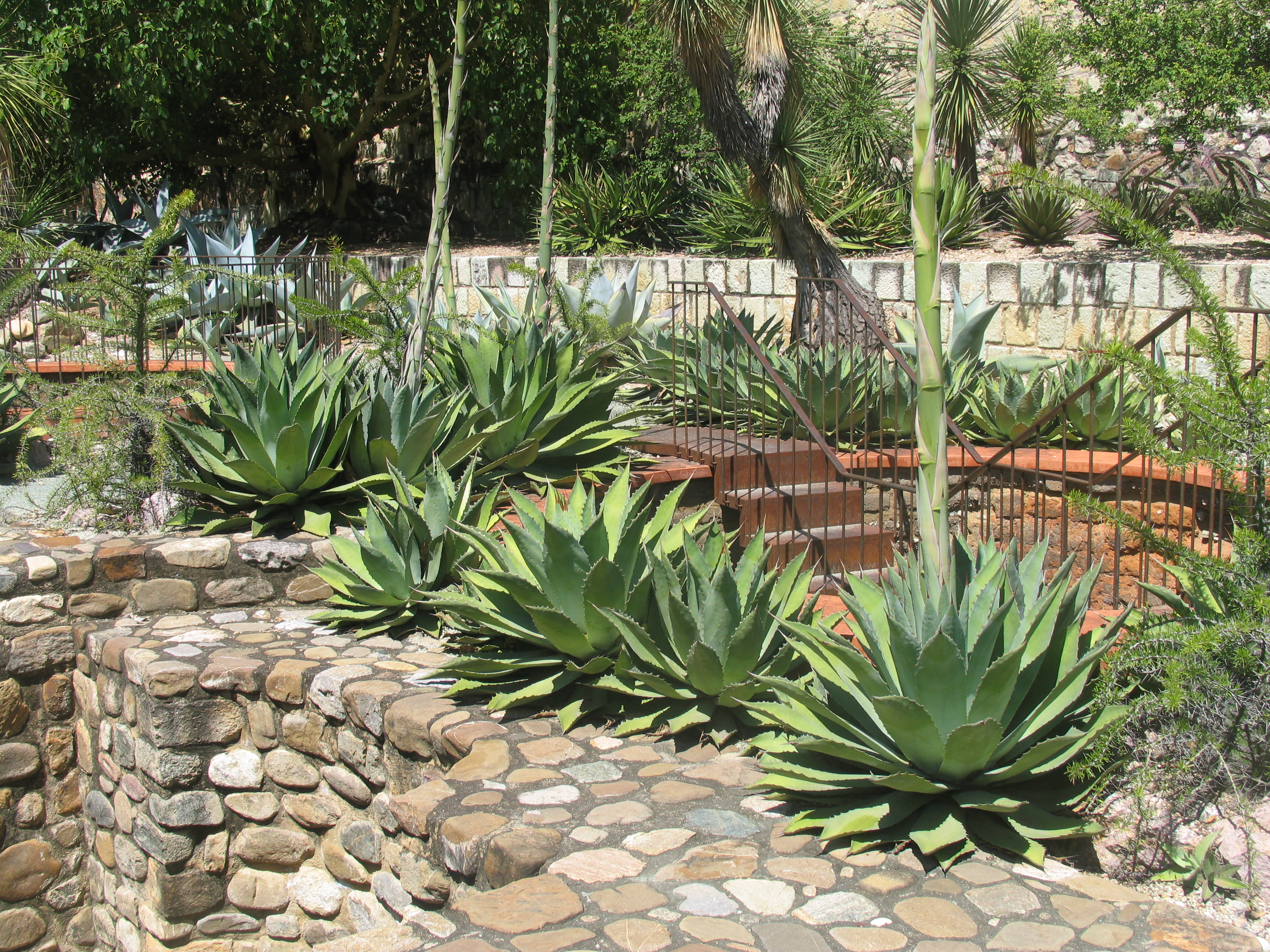
Агави
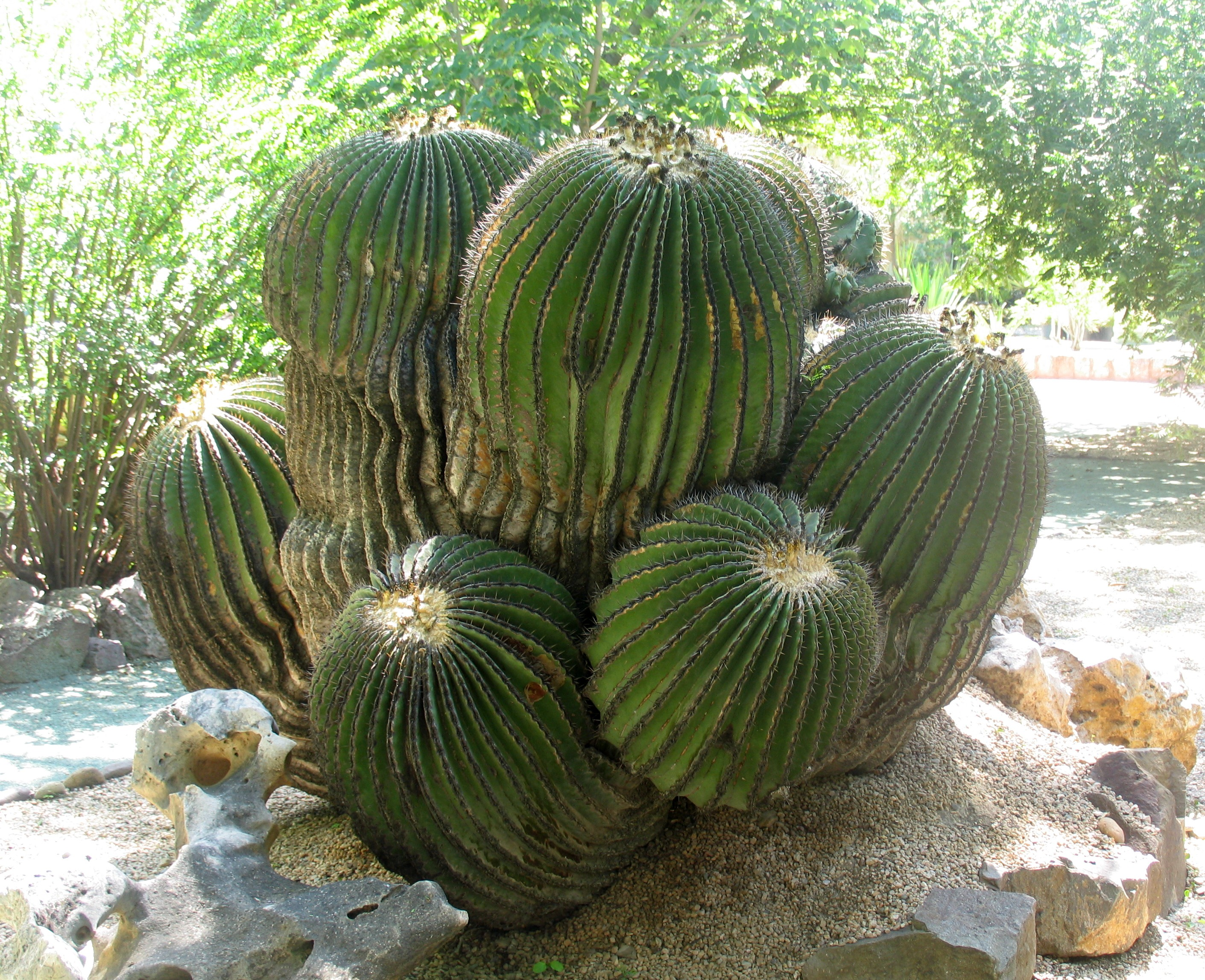
Echinocactus platyacanthus
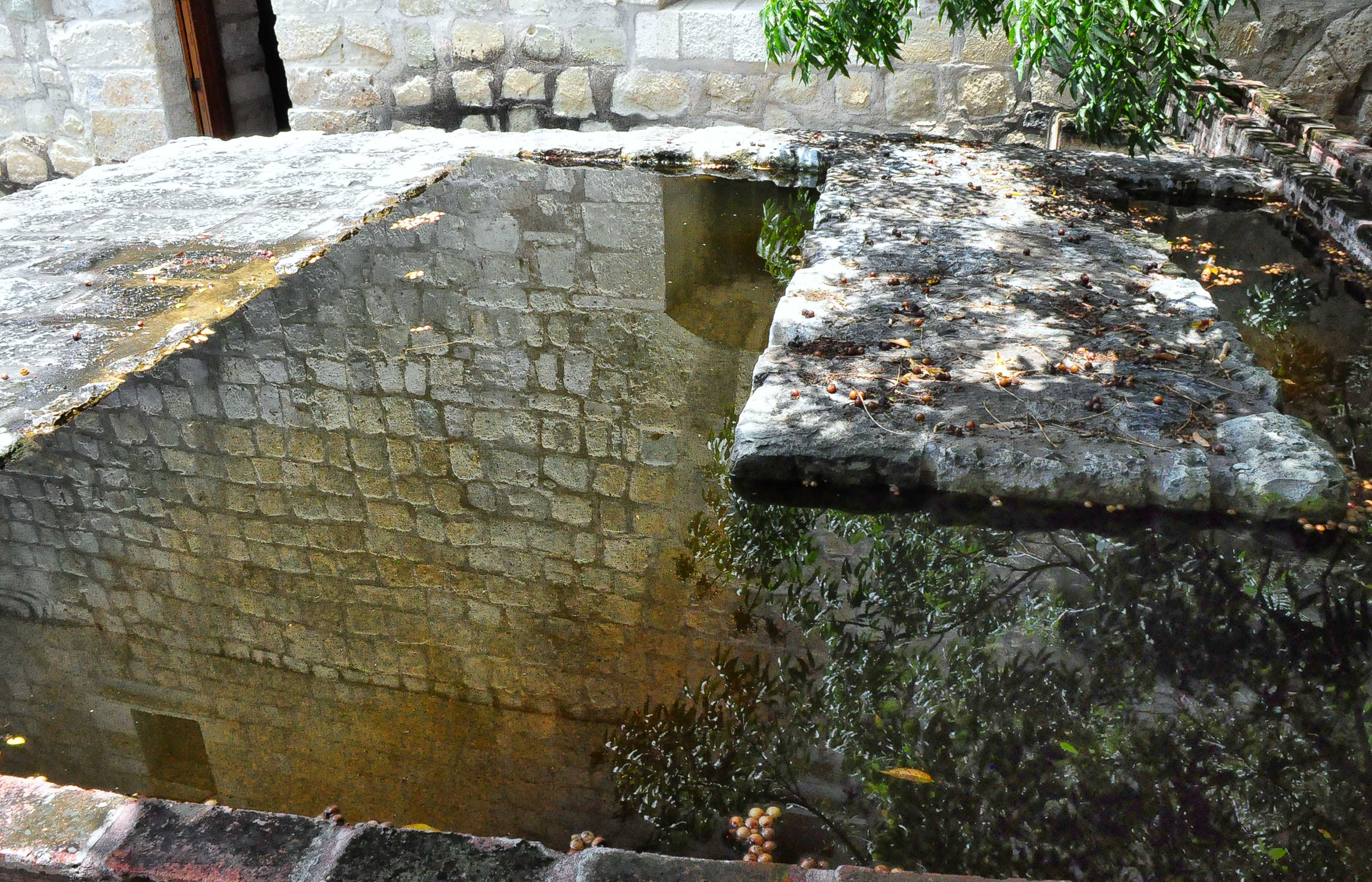
Віддзеркалення